# Nazionale maschile di hockey su ghiaccio della Lituania
La nazionale di hockey su ghiaccio maschile della Lituania (Lietuvos vyrų ledo ritulio rinktinė) è controllata dalla Federazione di hockey su ghiaccio della Lituania, la federazione lituana di hockey su ghiaccio, ed è la selezione che rappresenta la Lituania nelle competizioni internazionali di questo sport.